# 西帯広駅
西帯広駅（にしおびひろえき）は、北海道帯広市西23条南1丁目にある北海道旅客鉄道（JR北海道）根室本線の駅である。駅番号はK29。事務管理コードは▲110416。

## 歴史

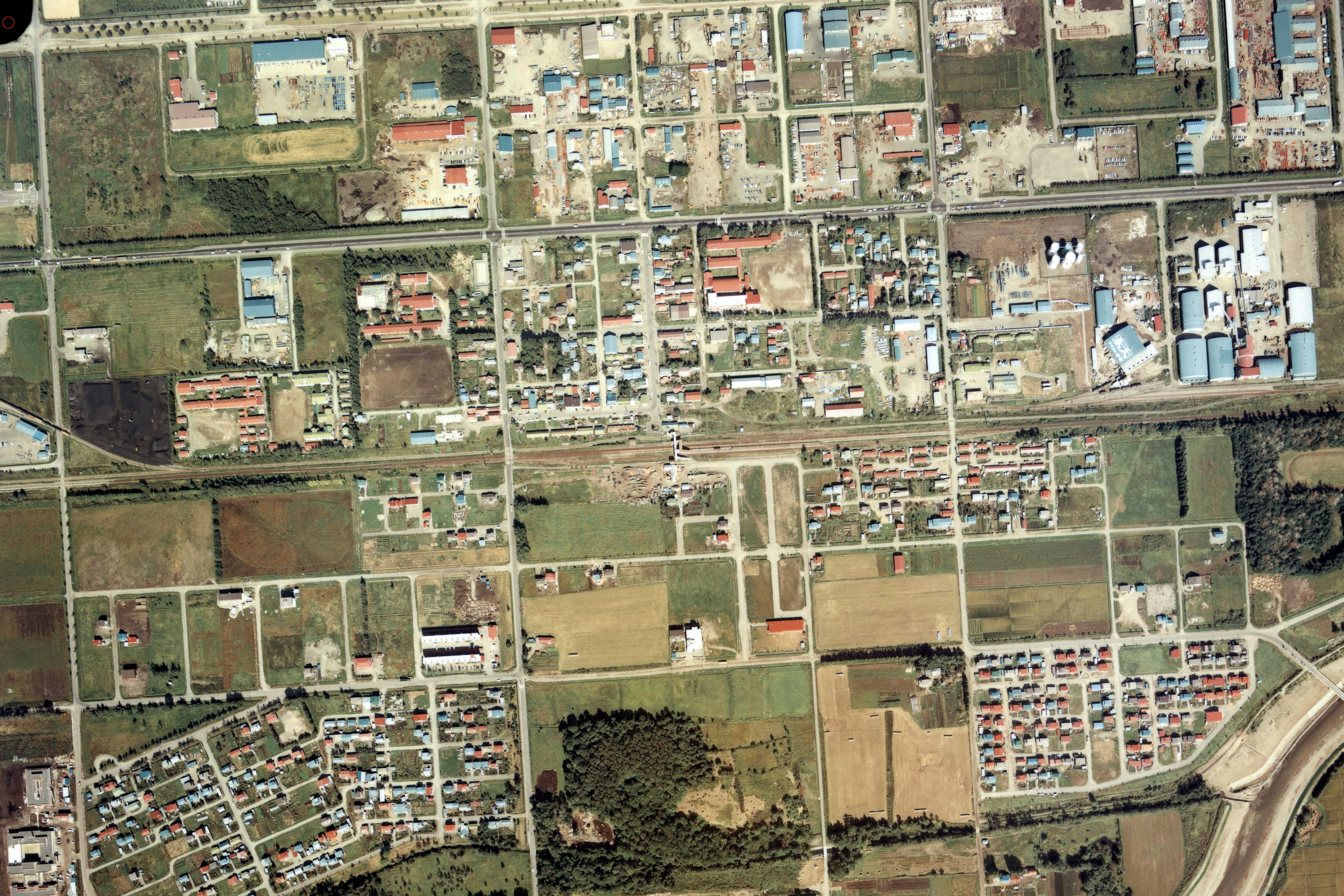
1977年の西帯広駅と周囲約1km×1.5km範囲。右が根室方面。右手方向の（貨）帯広駅からの貨物線は、右端の農協（現JA帯広かわにし）倉庫周辺へ分岐した後、当駅の駅舎前を過ぎて、左端に少し見えている油槽所や、さらに先の日本甜菜製糖芽室製糖所へ向かう。

- 1907年（明治40年）9月8日：国有鉄道の伏古駅（ふしこえき）として開業[3]。
- 1928年（昭和3年）10月15日：駅舎改築[4]。
- 1954年（昭和29年）11月10日：西帯広駅に改称[3]。
- 1970年（昭和45年）5月20日：貨物取扱い廃止[1]。
- 1971年（昭和46年）10月2日：荷物取扱い廃止[5]。無人駅となる[6]。
- 1987年（昭和62年）4月1日：国鉄分割民営化により、北海道旅客鉄道（JR北海道）の駅となる[1]。
- 1995年（平成7年）度：石勝線・根室線高速化工事に伴い同年度から翌年度にかけ分岐器を弾性分岐器に交換[7]。
- 2001年（平成13年）10月31日：駅舎を改築、同日式典を実施し供用開始[8]。

### 駅名の由来
旧駅名はアイヌ語の「フㇱコペッ（husko-pet）」（古い・川）の上部から。現駅名は、帯広の西方にあることから。

## 駅構造
単式と島式のホーム2面3線を有する地上駅である。駅舎とホームの間に帯広貨物駅と日本甜菜製糖芽室製糖所とを結ぶ帯広市産業開発公社の専用線（管理・運行は十勝鉄道）があった名残で、地上の待合室からホームへは跨線橋を使用しなければならない。この跨線橋は駅の南北を結ぶ自由通路にもなっている。
本線は2番線で、交換や追抜きの待避の場合のみ、下りは1番線（場合により3番線）、上りは3番線を使用する。専用線側にも使われていないホームが残存している。
帯広駅管理下の無人駅。以前は駅前商店（現在閉店）で発売する簡易委託駅だった。

### のりば
| 番線  | 路線      | 方向 | 行先           |
| ----- | --------- | ---- | -------------- |
| 1 - 3 | ■根室本線 | 下り | 帯広・池田方面 |
| 2・3  | ■根室本線 | 上り | 芽室・新得方面 |

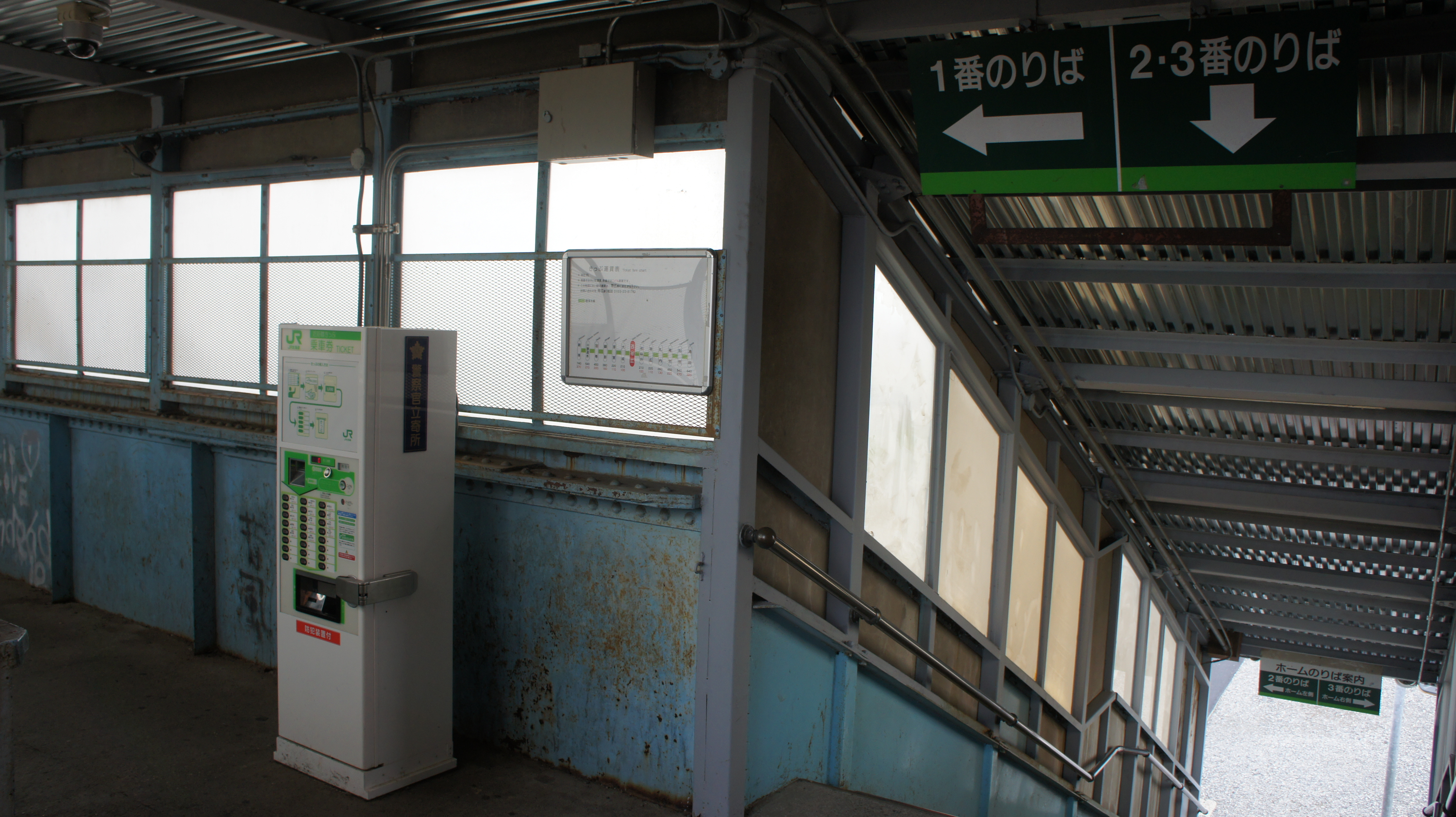
跨線橋内に設置されていた簡易自動券売機（2017年10月）
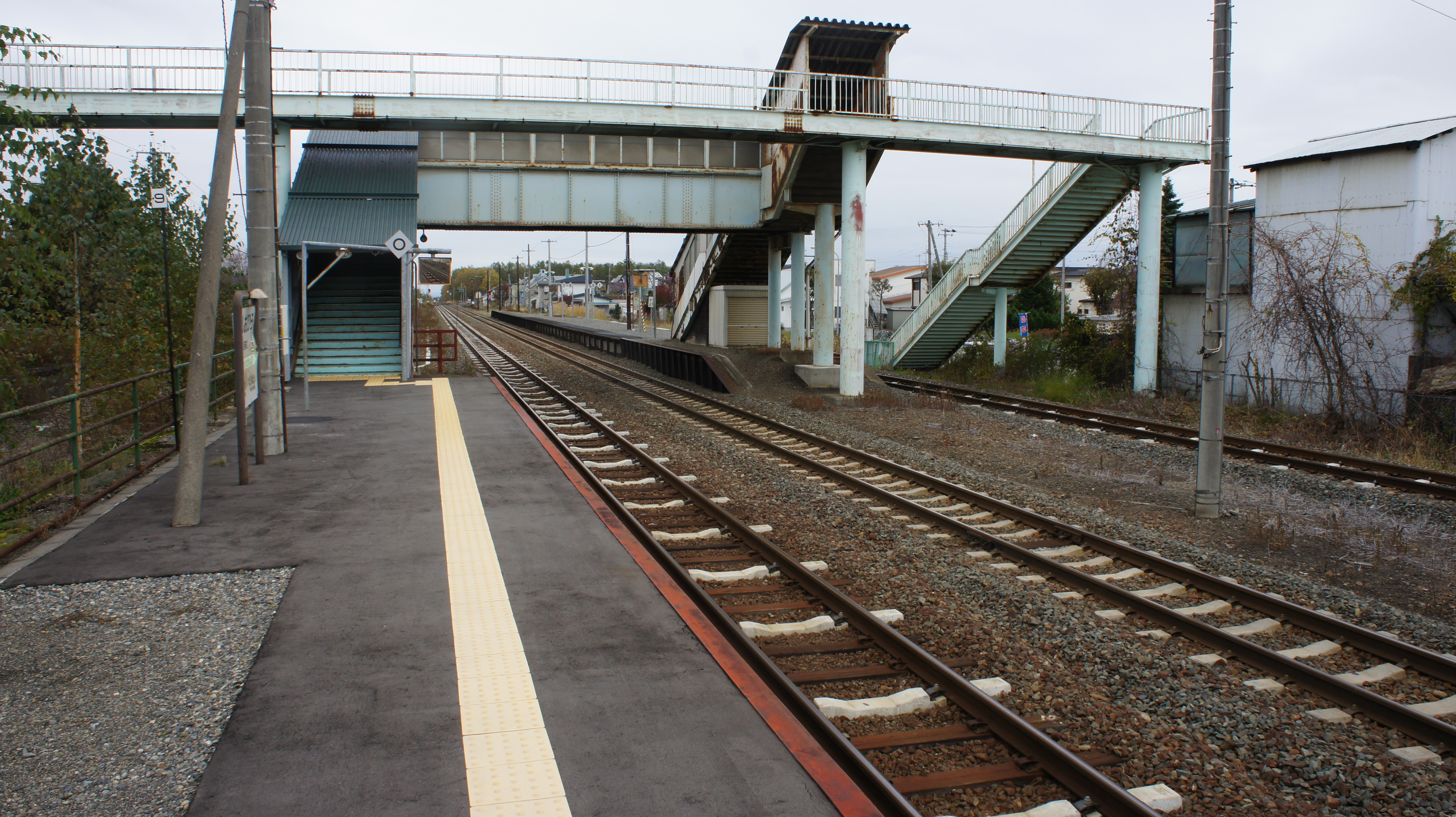
ホーム（2017年10月）

## 利用状況
1日の平均乗降人員は以下の通りである。
| 乗降人員推移 | 乗降人員推移 |
| 年度         | 1日平均人数  |
| ------------ | ------------ |
| 2011         | 612          |
| 2012         | 568          |
| 2013         | 544          |
| 2014         | 588          |

## 駅周辺
周辺はもともと住宅が多かったが、近年はその範囲も南側に大きく広がり、商業施設も増えてきている。
- 北海道道440号西帯広停車場線
- 北海道道214号川西芽室音更線
- 北海道道151号幕別帯広芽室線
- 国道38号
- 帯広広尾自動車道芽室帯広IC
- 帯広警察署西帯広交番
- 西帯広郵便局
- 帯広信用金庫つつじが丘支店
- 帯広市川西農業協同組合（JA帯広かわにし）西帯広支店
- 帯広市立西小学校
- 帯広市立第二中学校
- 北海道帯広三条高等学校
- 北海道立帯広高等技術専門学院
- 北海道帯広養護学校
- 北海道帯広盲学校
- 北海道帯広聾学校
- 十勝バス本社
- 十勝バス・ポテトライナー「西帯広」停留所
- 公益財団法人北海道医療団 帯広西病院
- 医療法人社団博愛会 開西病院

## 隣の駅
北海道旅客鉄道（JR北海道）
■根室本線
大成駅 (K28) - 西帯広駅 (K29) - （帯広貨物駅） - 柏林台駅 (K30)